# Аццоне Висконти
Аццоне Висконти (итал. Azzone Visconti; 7 декабря 1302, Феррара — 16 августа 1339, Милан) — представитель дома Висконти, правитель Милана с 1329 по 1339 годы.

## Биография
Аццоне был единственным сыном Галеаццо I Висконти и его супруги Беатриче д’Эсте. Во время правления своего отца молодой Аццоне прославился в сражениях при Альтопашо и Джапполино, в которых миланские силы выступали на стороне гибеллинов против гвельфов. В 1327 году Людовик Баварский прибыл в Милан, чтобы короноваться как король Италии и император Священной Римской империи. Однако во время визита императора Галеаццо I был обвинён врагами в связях с папой римским и в убийстве своего брата Стефано, за что Людовик приказал арестовать и заключить в тюрьму всех важнейших представителей семьи Висконти. Галеаццо I умер вскоре после освобождения в 1328 году.
После смерти отца Аццоне получил плохое наследство — Миланом правил назначенный императором викарий, в городскую синьорию входили в основном противники Висконти, да и жители города за время правления Висконти пережили войны, папское отлучение и высокие налоги. Другие города, которыми ранее правили Висконти (Новара, Монца, Комо, Бергамо, Лоди, Пьяченца, Павия, Алессандрия, Виджевано, Верчелли и Тортона), обрели независимость под управлением местных семей. К тому же угроза для Аццоне исходила от его дяди Марко, который также добивался власти.
Восстановление власти своего рода над регионом Аццоне начал с Милана. 15 января 1329 года он получил у императора Людовика титул имперского викария, уплатив за него 125 тысяч флоринов. В то же время Джованни Висконти, дядя Аццоне и его верный союзник, получил сан кардинала от антипапы Николая V. В феврале 1329 года жители Милана приветствовали вернувшихся в город Аццоне и Джованни. Аццоне укрепил власть в городе, поставив на важные посты способных и верных людей, также он создал первый городской суд. В 1330 году синьория Милана официально признала Аццоне правителем.
Чтобы восстановить власть Висконти в других городах, Аццоне обещал политическую и экономическую стабильность, восстановление прав и имущества всем тем, кто пострадал от новой власти этих городов. В 1332 году Новара признала Джованни Висконти своим епископом и сеньором. В 1335 году своим синьором Аццоне признали жители Комо и Верчелли. Город Лоди, традиционно поддерживающий папу, Аццоне пришлось взять силой, а города, традиционно лояльные к Авиньону, не сопротивлялись Висконти. В 1336 году Аццоне обещанием снизить налоги убедил признать его власть жителей Сан-Доннино и Пьяченцы, в следующем году аналогичным способом он заполучил Брешиа. В период завоеваний Аццоне затеял масштабное строительство в самом Милане — возводились новые стены и часовые башни, строились новые площади, каналы и мостовые, были построены новая церковь и дворец, для работы над котором прибыл сам Джотто.

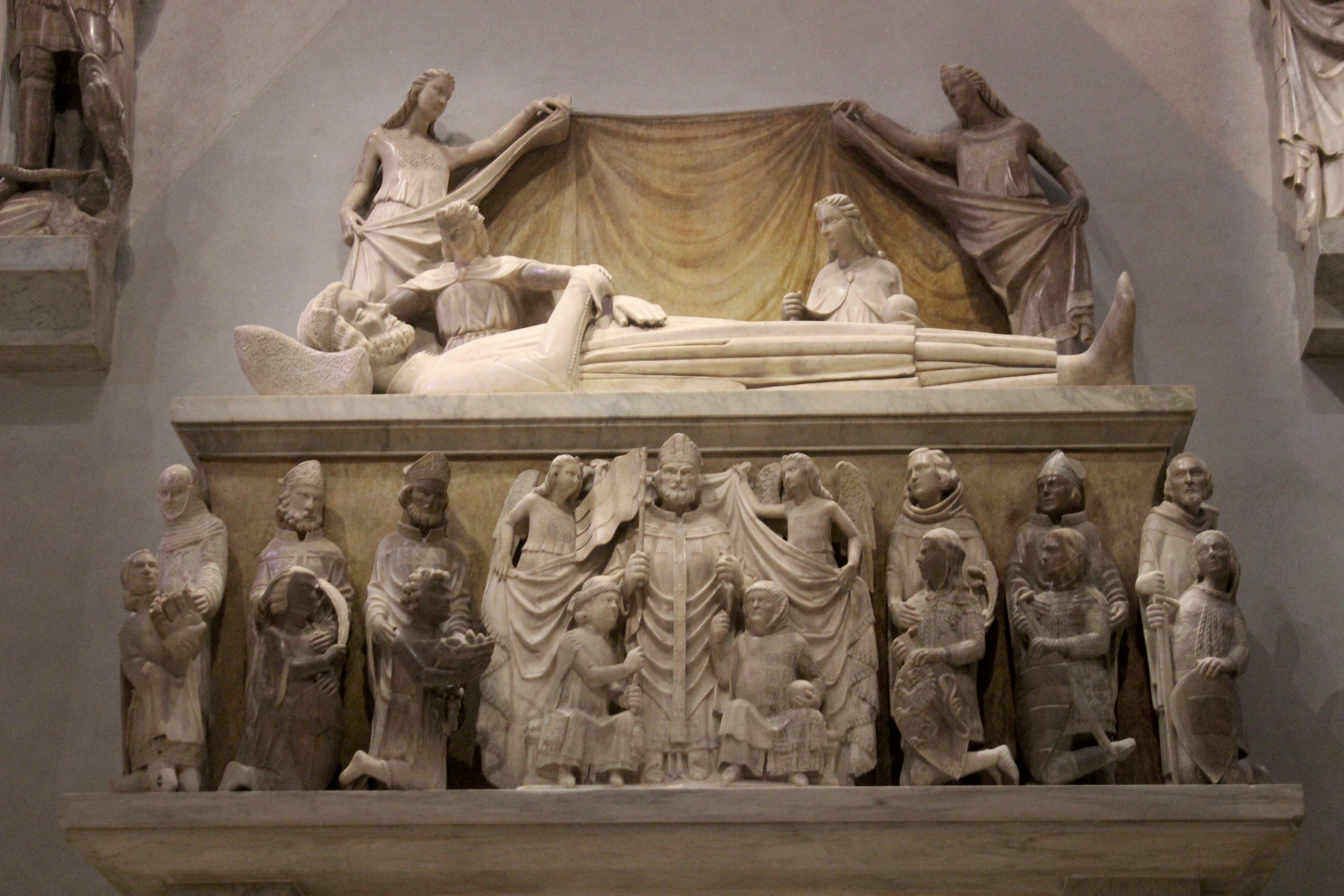
Надгробие Аццоне Висконти

В начале 1339 года Аццоне женился на Катерине Савойской, но детей завести не успел. В августе того же года он скончался, и власть перешла братьям его отца Джованни и Лукино.